# Wheatley (Arkansas)
Wheatley es una ciudad ubicada en el condado de Saint Francis en el estado estadounidense de Arkansas. En el Censo de 2010 tenía una población de 355 habitantes y una densidad poblacional de 43,21 personas por km².

## Geografía
Wheatley se encuentra ubicada en las coordenadas 34°55′12″N 91°6′20″O / 34.92000, -91.10556. Según la Oficina del Censo de los Estados Unidos, Wheatley tiene una superficie total de 8.22 km², de la cual 8.22 km² corresponden a tierra firme y (0%) 0 km² es agua.

## Demografía
Según el censo de 2010, había 355 personas residiendo en Wheatley. La densidad de población era de 43,21 hab./km². De los 355 habitantes, Wheatley estaba compuesto por el 72.96% blancos, el 26.76% eran afroamericanos, el 0% eran amerindios, el 0% eran asiáticos, el 0% eran isleños del Pacífico, el 0% eran de otras razas y el 0.28% pertenecían a dos o más razas. Del total de la población el 0.56% eran hispanos o latinos de cualquier raza.